# السياسة الذكية (أوكرانيا)

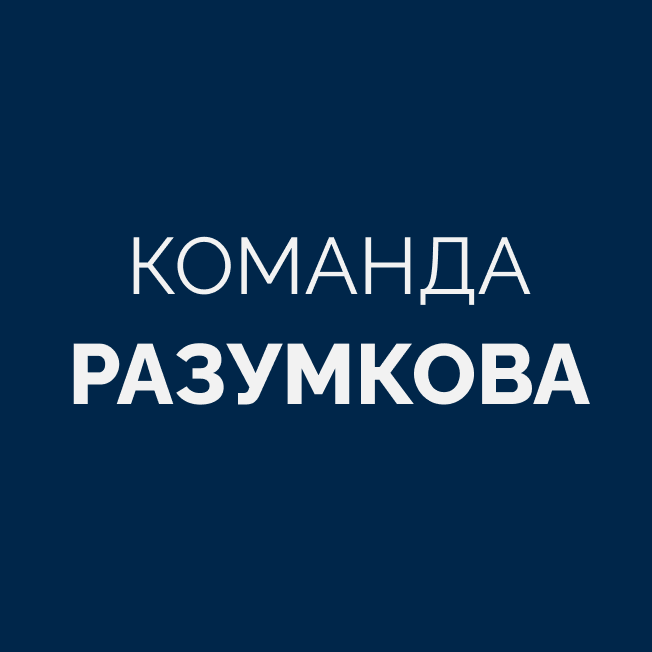
شعار قيادة رازومكوفا

السياسة الذكية هي مجموعة برلمانية في المجلس الأعلى الأوكراني (البرلمان الوطني لأوكرانيا)، أنشأها رئيس البرلمان السابق ديمترو رازومكوف في 8 نوفمبر 2021. تضم المجموعة حاليًا 25 نائباً: 19 من خدام الشعب واثنان من باتكيفشتشينا وأربعة مستقلين.

## التاريخ
دميترو رازومكوف هو زعيم سابق لحزب خدام الشعب بقيادة الرئيس الأوكراني فولوديمير زيلينسكي. في الانتخابات البرلمانية الأوكرانية لعام 2019 ترأس رازومكوف قائمة حزب خدام الشعب. في الانتخابات فاز الحزب بـ 124 مقعدًا في قائمة الحزب على مستوى البلاد و130 مقعدًا في دائرة انتخابية.
في 29 أغسطس 2019 تم انتخاب رازومكوف رئيسًا للبرلمان الأوكراني (البرلمان الوطني الأوكراني).
في 7 أكتوبر 2021 صوت البرلمان الأوكراني لإقالة رازومكوف من منصبه كرئيس للبرلمان. قبل أربعة أيام صرح الرئيس زيلينسكي أنه «لم يعد عضوًا في فريقنا».
في 8 نوفمبر 2021 أسس رازومكوف المجموعة البرلمانية المشتركة بين الأحزاب المعارضة وأسماها السياسة الذكية. ضمت المجموعة 25 نائبًا: 19 من خدام الشعب و2 من باتكيفشتشينا وأربعة مستقلين.
في 16 نوفمبر 2021 أكد رازومكوف أنه سيؤسس حزبًا سياسيًا.
في يناير 2022 أسس رازومكوف منظمة غير حكومية تسمى فريق رازومكوف والتي من شأنها أن تشكل العمود الفقري للحزب الجديد. وفي يناير 2022 انضم رئيس بلدية موكاتشيفو أندري بالوها إلى هذا المشروع.